# Bouncer (stripverhaal)
Bouncer is een western stripreeks. Het is een lopende serie waarvan inmiddels elf delen zijn verschenen.. De reeks wordt getekend door striptekenaar François Boucq en de verhalen zijn van schrijver Alejandro Jodorowsky. Voor de delen 10 en 11 schreef Boucq zelf het verhaal. Bouncer werd oorspronkelijk uitgegeven in het Frans, eerst bij Les Humanoïdes Associés en vanaf deel 8 bij Glénat. De Nederlandse vertaling wordt uitgegeven door uitgeverij Oog & Blik (albums) en Blloan (integrale versie).

## Inhoud
De rode draad in deze serie zijn de belevenissen van de hoofdpersoon Bouncer. Half indiaan, eenarmig en opgegroeid onder bizarre omstandigheden, werkt deze als uitsmijter in een saloon in Barrow City. Hij is verantwoordelijk voor de veiligheid van het personeel en ondanks zijn handicap is hij een formidabele schutter. Als zoon van een prostituee en een indiaan was de weg voor Bouncer niet met gouden tegels geplaveid. Hij groeide op in een ontwricht gezin, verloor zijn arm in een familieruzie en tegelijkertijd zijn ziel en het leek erop dat hij de slechte kant opging. Desalniettemin neigt Bouncer naar het goede en staat hij klaar om mensen die benadeeld worden te helpen, doch maalt hij er niet om om een moord te plegen om zichzelf te verdedigen en om te overleven. Vanaf deel 8 verliet Bouncer zijn thuishaven Barrow City.

## Analyse
Bouncer is een weinig conventionele, soms extreem gewelddadige western-stripserie die verder voortbouwt op een aantal mystieke aspecten die schrijver Jodorowsky aan de hoofdpersoon Bouncer heeft meegegeven. Boucqs tekeningen tillen het verhaal naar een hoger niveau.  De worden verhalen weergegeven in de van hem bekende karikaturaal-realistische stijl, geen opvallende grote neuzen of dikke lippen, maar net groot of dik genoeg om niet helemaal realistisch te zijn. Het onderkoelde gebruik van karikaturen geeft deze gewelddadige westernreeks de juiste over-de-top sfeer mee.

## Albums
| Nummer | Titel                            | Verschenen |
| ------ | -------------------------------- | ---------- |
| 1      | Een diamant voor het hiernamaals | 2001       |
| 2      | Het medelijden van de beul       | 2002       |
| 3      | Het recht van de slang           | 2003       |
| 4      | De wraak van de beul             | 2005       |
| 5      | De prooi van wolvinnen           | 2006       |
| 6      | De zwarte weduwe                 | 2008       |
| 7      | Dubbelhart                       | 2009       |
| 8      | To Hell                          | 2012       |
| 9      | And back                         | 2013       |
| 10     | Het vervloekte goud              | 2018       |
| 11     | Dragon's spine                   | 2018       |